# Оток (село)
Оток (хорв. Otok) — населений пункт і громада в Сплітсько-Далматинській жупанії Хорватії.

## Населення
Населення громади за даними перепису 2011 року становило 5474 осіб, 3 з яких назвали рідною українську мову. Населення самого поселення становило 3090 осіб.
Динаміка чисельності населення громади:
Динаміка чисельності населення центру громади:

## Населені пункти
Крім поселення Оток, до громади також входять: 
- Гала
- Корита
- Овріє
- Руда
- Удовичич

## Клімат
Середня річна температура становить 13,24 °C, середня максимальна – 28,68 °C, а середня мінімальна – -2,47 °C. Середня річна кількість опадів – 904 мм.
| Клімат поселення                              | Клімат поселення | Клімат поселення | Клімат поселення | Клімат поселення | Клімат поселення | Клімат поселення | Клімат поселення | Клімат поселення | Клімат поселення | Клімат поселення | Клімат поселення | Клімат поселення | Клімат поселення |
| Показник                                      | Січ.             | Лют.             | Бер.             | Квіт.            | Трав.            | Черв.            | Лип.             | Серп.            | Вер.             | Жовт.            | Лист.            | Груд.            |                  |
| Середній максимум, °C                         | 9,64             | 11,18            | 14,80            | 18,38            | 22,76            | 26,50            | 28,68            | 28,49            | 23,84            | 18,89            | 13,33            | 10,17            |                  |
| Середня температура, °C                       | 3,60             | 5,13             | 8,76             | 12,32            | 16,70            | 20,47            | 23,42            | 23,24            | 18,61            | 13,65            | 8,09             | 4,92             |                  |
| Середній мінімум, °C                          | −2,47            | −0,92            | 2,69             | 6,28             | 10,66            | 14,40            | 18,18            | 18,01            | 13,36            | 8,41             | 2,83             | −0,32            |                  |
| Норма опадів, мм                              | 75               | 65               | 72               | 77               | 64               | 62               | 44               | 56               | 80               | 98               | 114              | 97               |                  |
| Середньомісячна швидкість вітру, м/с          | 1.95             | 2.26             | 2.48             | 2.37             | 2.14             | 1.90             | 1.92             | 1.76             | 1.87             | 1.88             | 2.24             | 2.22             |                  |
| Середньомісячна сонячна радіація, кДж/м²·день | 5364             | 8214             | 11803            | 16207            | 20099            | 22737            | 24393            | 21522            | 15848            | 10325            | 5915             | 4614             |                  |
| --------------------------------------------- | ---------------- | ---------------- | ---------------- | ---------------- | ---------------- | ---------------- | ---------------- | ---------------- | ---------------- | ---------------- | ---------------- | ---------------- | ---------------- |
| Джерело:                                      |                  |                  |                  |                  |                  |                  |                  |                  |                  |                  |                  |                  |                  |